# Пилсудский, Георгий Сигизмундович
Георгий Сигизмундович Пилсудский (16 (28) ноября 1880, Санкт-Петербург — 28 июля 1937, Ленинград) — русский морской офицер, капитан 2-го ранга.

## Биография
Поляк. Православный. В службе с 1898 года. Окончил Морской кадетский корпус; 6 мая 1901 выпущен мичманом. Вахтенный начальник броненосца береговой обороны «Адмирал Сенявин» (14.05—2.09.1901), вахтенный начальник и ревизор миноносца «Форель» («Внимательный»; 3.10.1901—26.05.1902), транспорта «Тунгус» (17.08—31.12.1902). Исполняющий должность ревизора и вахтенный начальник мореходной канонерской лодки «Бобр» (1.01.1903—20.12.1904).
Во время русско-японской войны участвовал в обороне Порт-Артура, за отвагу удостоен четырех боевых орденов. 11 февраля 1904 командовал сторожевым катером во время отражения атаки японских брандеров. Командир батареи морских орудий на Голубиной горе до конца осады. В 1904–1906 годах находился в японском плену.
По возвращении из плена 26 июля 1906 был назначен вахтенным начальником эсминца «Меткий», затем вахтенный начальник минного крейсера «Украйна» (28.08—28.11.1906), а с 28 ноября 1906 исполняющий должность старшего офицера. С 5 августа 1908 исполняющий должность минного офицера миноносца «Боевой». Окончил курс в Минном офицерском классе (6.10.1907—17.09.1908), зачислен в минные офицеры 2-го, затем 1-го разряда.
Исполняющий должность старшего офицера эсминца «Туркменец Ставропольский» (2.10.1908), временно исполняющий должность старшего офицера эскадренного миноносца «Сибирский стрелок» (9.08.1909), старший флаг-офицер штаба начальника 1-й минной дивизии Балтийского моря (26.09.1909). Зачислен в 1-й флотский экипаж. Исполняющий должность Флагманского минного офицера штаба начальника 1-й минной дивизии Балтийского моря (28.01.1910). Временно командовал эсминцем «Внимательный» (2.03.1910). Старший лейтенант (1910, за отличие). Командующий эсминцами «Внушительный» (18.04.1910) и «Мощный» (11.10.1911). Капитан 2-го ранга (14.04.1913). Командир эсминца «Мощный» (13.06.1913), старший офицер заградителя «Енисей» (4.11.1913—1914). Командир эсминцев «Видный» (8.01.1915) и «Победитель» (5.07.1916—1917), начальник 1-го дивизиона эскадренных миноносцев Балтийского моря (1917—1918).
В Первую мировую войну участвовал во многих боевых действиях, в том числе в Моонзундском сражении (октябрь 1917). После революции остался в России.
В 1937 году капитан Севзапгосречпароходства, арестован в Ленинграде 15 июля 1937, приговорен Комиссией НКВД и Прокуратуры СССР 25.08.1937 по статье 58–6–11 УК РСФСР к высшей мере наказания. Расстрелян в Ленинграде 27 августа 1937 во время проведения польской операции НКВД.

## Награды
- Орден Святой Анны 4-й ст. с надписью «За храбрость» (15.03.1904; За успешное отражение неприятельских миноносцев и потопление пароходов брандеров, в ночь на 11-е февраля сего года, имевших целью взорвать броненосец Ретвизан и заградить проход на внутренний рейд Порт-Артура)
- Орден Святого Станислава 3-й ст. с мечами и бантом (26.03.1904)
- Орден Святой Анны 3-й ст. с мечами и бантом (18.06.1904; за храбрость и отличную распорядительность на переходе в виду неприятеля в Талиенван и поддержку нашего правого фланга в бою под Цзиньчжоу)
- Орден Святого Владимира 4-й ст. с мечами и бантом (19.03.1907)
- Орден Святого Станислава 2-й ст. (18.04.1910)
- Орден Святой Анны 2-й ст. с мечами 5.01.1915)
- Мечи к ордену Святого Станислава 2-й ст. (28.12.1915)

Медали и знаки:
- Знак памяти 200-летия Морского корпуса (1901)
- Серебряная медаль в память русско-японской войны (1906)
- Золотой знак об окончании полного курса наук Морского кадетского корпуса (1910)
- Светло-бронзовая медаль в память 300-летнего юбилея царствования дома Романовых (1913)
- Крест «За Порт-Артур» (1914)
- Светло-бронзовая медаль в память 200-летнего юбилея Гангутской победы (1915)

Иностранные:
- Бухарский орден Золотой звезды 3-й степени (1911)